# Avro 504
Avro 504 je bil dvokrilno lovsko letalo iz 1. svetovne vojne, ki ga je zasnoval britanski Avro. S skoraj 9 tisoč zgrajenimi primerki velja za najbolj proizvajano letalo 1. svetovne vojne.
Prototip s krožnim motorjem Gnome Lambda (80KM) je prvič poletel 18. septembra 1913. 
Avro 504 so proizvajali tudi licenčno na Japonskem kot Yokosuka K2Y1 in Yokosuka K2Y2.

## Specifikacije(Avro 504K)
Podatki iz The Encyclopedia of World Aircraft; Donald 1997, p.77.
Splošne karakteristike
- Posadka: 2
- Dolžina: 29 ft 5 in (8.97 m)
- Razpon kril: 36 ft (10,97 m)
- Višina: 10 ft 5 in (3,18 m)
- Površina kril: 330 ft² (30,7 m²)
- Teža praznega letala: 1231 lb (558 kg)
- Uporaben tovor: 180 lb (82 kg)
- Maks. vzletna teža: 1829 lb (830 kg)
- Pogon letala: 1 ×  Rotary Le Rhône 9J, 110 KM (82 kW)

 Zmogljivost 
- Maks. hitrost: 90 mph (145 km/h)
- Potovalna hitrost: 75 mph (121 km/h)
- Doseg: 250 milj (402 km)
- Višina leta: 16000 ft (4876 m)
- Hitrost vzpenjanja: 700 ft/min (3,6 m/s)
- Obremenitev kril: 5,54 lb/ft² (18,2 kg/m²)
- Razmerje moč/teža: 0,06 KM/lb (0,099 kW/kg)
- Čas do višine 3500 ft (1065 m) v 5 minutah

Oborožitev

1 fiksna .303 Lewis strojnica